# Ruda nad Moravou
Pour les articles homonymes, voir Ruda.
Ruda nad Moravou (en allemand : Eisenberg an der March) est une commune du district de Šumperk, dans la région d'Olomouc, en Tchéquie. Sa population s'élevait à 2 588 habitants en 2023.

## Géographie
Ruda nad Moravou se trouve sur la rive droite de la Morava, à 7 km à l'ouest du centre de Šumperk, à 51 km au nord-ouest d'Olomouc et à 175 km à l'est de Prague.

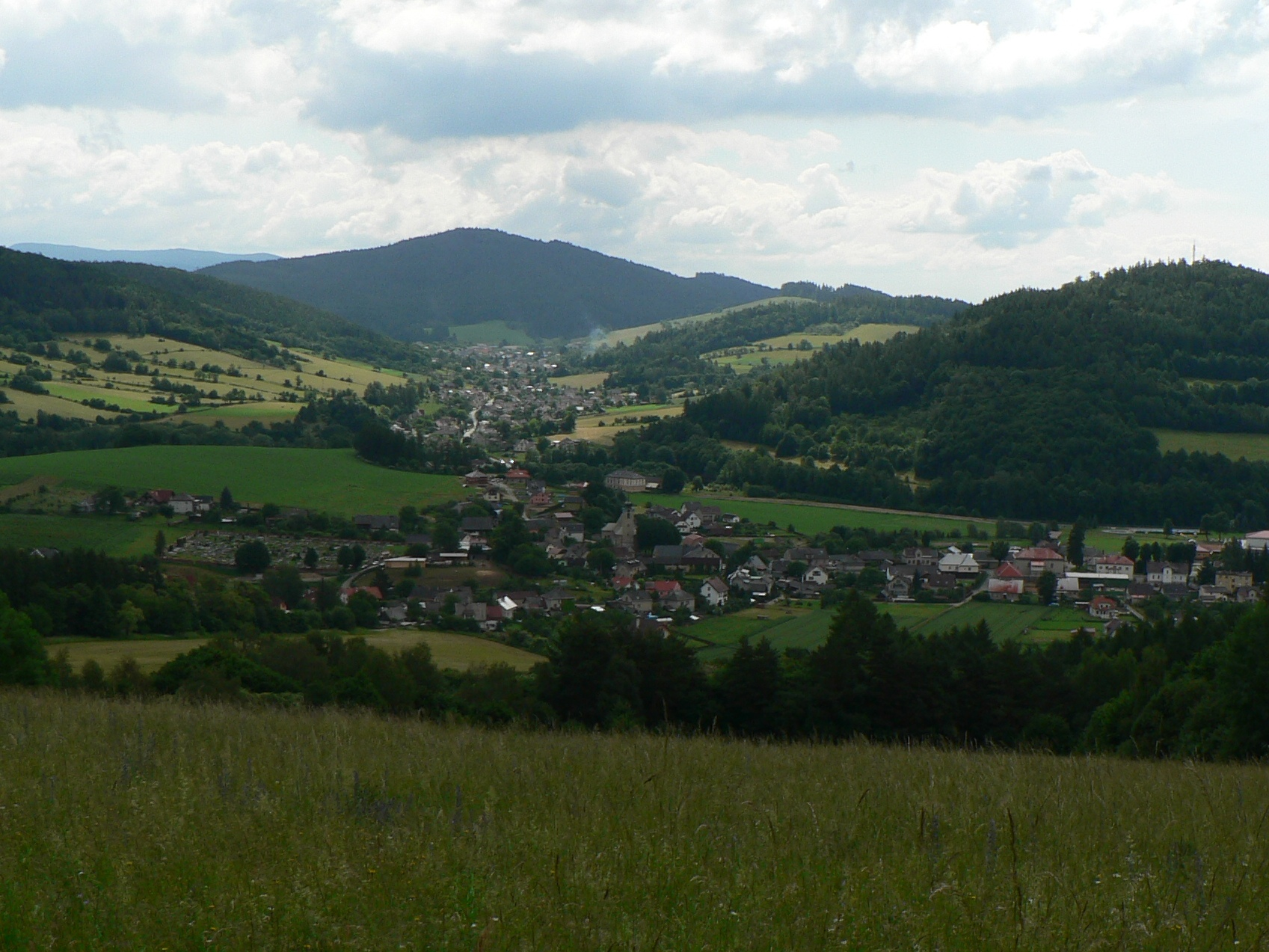
Vue générale.

La commune est limitée par Malá Morava au nord, par Bohdíkov et Šumperk à l'est, par Bludov et Bohutín au sud, et par Olšany, Bušín et Janoušov à l'ouest.

## Histoire
La première mention écrite de la localité date de 1310.
Jusqu'en 1918, la ville de Nieder Eisenberg - Dolni Ruda fait partie de l'empire d'Autriche), puis d'Autriche-Hongrie (Cisleithanie après le compromis de 1867), dans le district de Mährisch-Schönberg - Šumperk, l'un des 34 Bezirkshauptmannschaften en Moravie. Le bureau de poste s'appelait Eisenberg en 1850, puis Eisenberg an der March jusqu'en 1897.

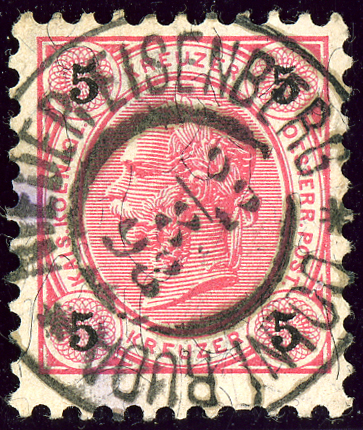
Timbre autrichien, bilingue annulé en 1898.

## Galerie

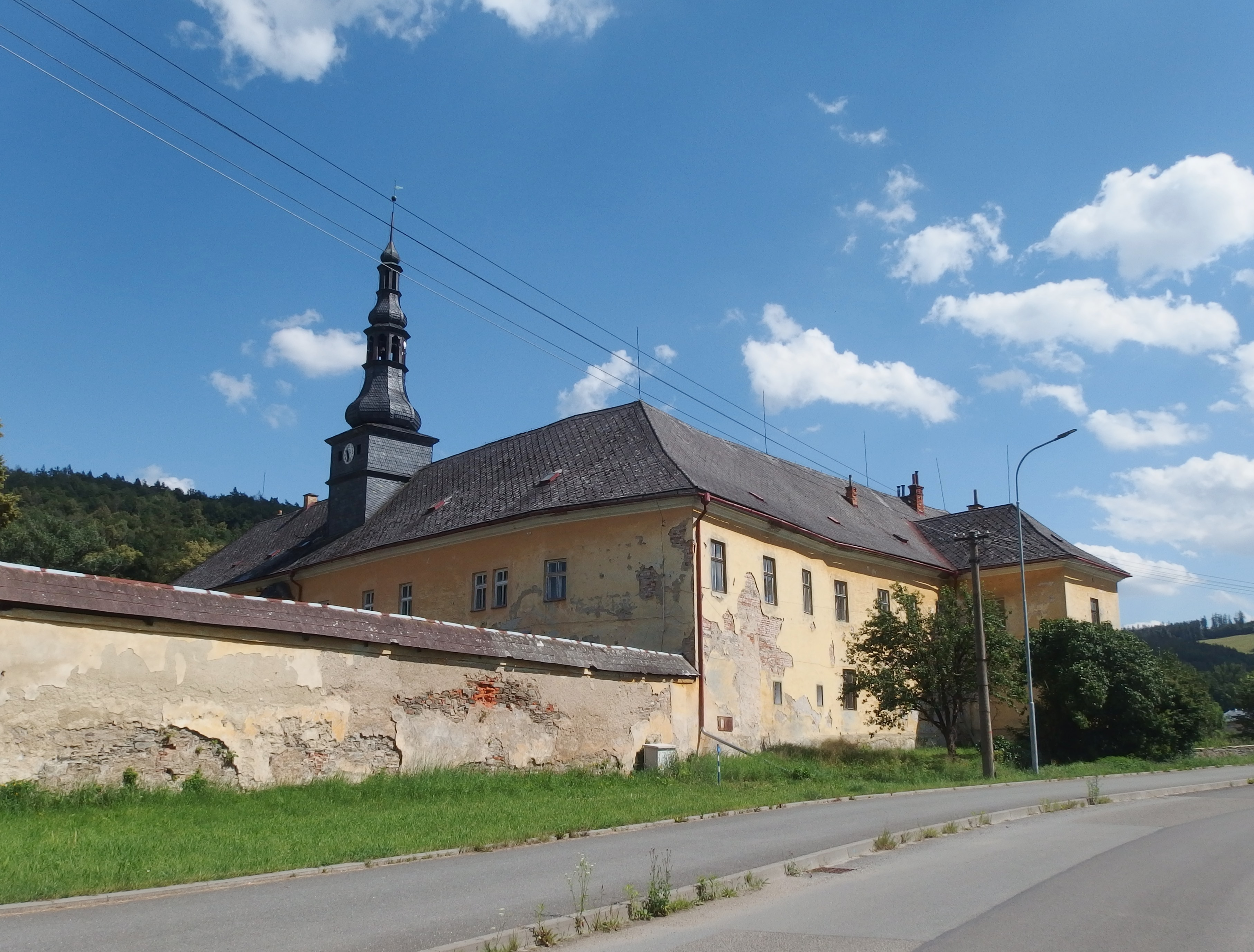
Ruda nad Moravou : château.
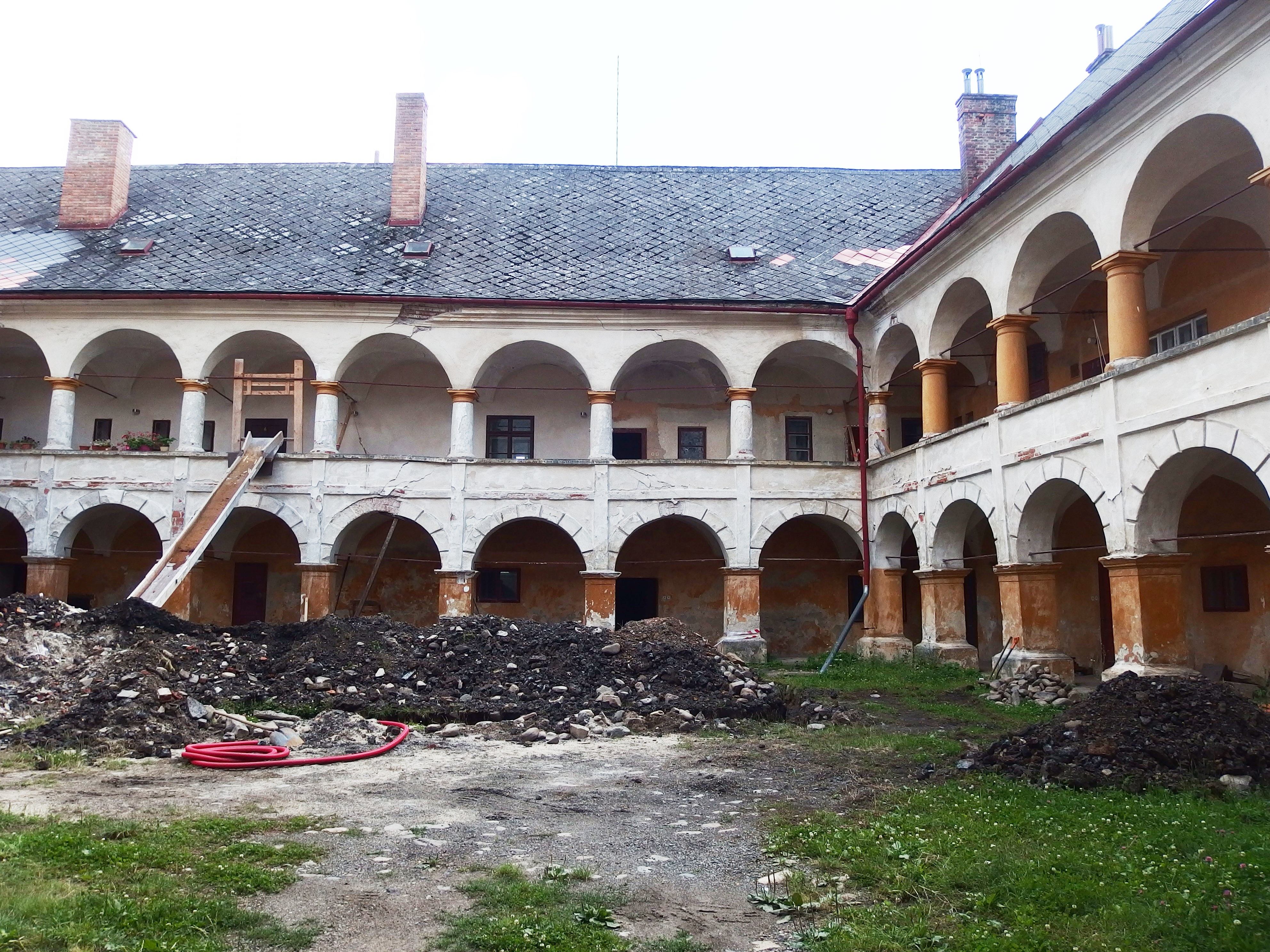
Château : cour intérieure.

## Administration
La commune se compose de six sections :
- Bartoňov
- Hostice
- Hrabenov
- Radomilov
- Ruda nad Moravou
- Štědrákova Lhota

## Transports
Par la route, Ruda nad Moravou se trouve à 9 km de Šumperk, à 60 km d'Olomouc et à 223 km de Prague.